# Józef Bydliński
Józef Antoni Bydliński (ur. 6 lutego 1899 w Lipniku, zm. w kwietniu lub maju 1940 w Charkowie) – major intendent z wyższymi studiami wojskowymi Wojska Polskiego, działacz niepodległościowy, kawaler Orderu Virtuti Militari, ofiara zbrodni katyńskiej.

## Życiorys
Urodził się 6 lutego 1899 w Lipniku, pow. bialskim, w rodzinie Ignacego i Marii z Łuszczkiewiczów. Należał do Związku Strzeleckiego, wstąpił do Legionów i służył w 1 pułku piechoty. W czasie bitwy pod Łowczówkiem na ochotnika zgłosił się do rozpoznania pozycji nieprzyjaciela oraz utrzymywał łączność baonu z oddziałem wojsk austriackich, co spowodowało uniknięcie otoczenia oraz zapobiegło dużym stratom jednostki. Za ten czyn został odznaczony Orderem Virtuti Militari.
Po zakończeniu wojny został przyjęty do Wojska Polskiego i zweryfikowany do stopnia porucznika ze starszeństwem z dniem 1 czerwca 1919 roku i przydzielony do 3 pułku Strzelców Podhalańskich. Z dniem 1 lipca 1925 został mianowany kapitanem. W latach 1928–1936 służył w 24 pułku piechoty. Od 1936 służył w sztabie Wołyńskiej Brygady Kawalerii. Na majora został awansowany ze starszeństwem z 19 marca 1938 i 8. lokatą w korpusie oficerów intendentów, grupa intendentów z wyższymi studiami wojskowymi. W 1939 został przeniesiony do Dowództwa Okręgu Korpusu Nr II w Lublinie na stanowisko kierownika Samodzielnego Referatu Ogólnego Szefostwa Intendentury OK II.
W czasie kampanii wrześniowej 1939 – po agresji ZSRR na Polskę – w nieznanych okolicznościach dostał się do niewoli sowieckiej. Przebywał w obozie w Starobielsku. Wiosną 1940 został zamordowany przez funkcjonariuszy NKWD w Charkowie i pogrzebany potajemnie w bezimiennej mogile zbiorowej w Piatichatkach, gdzie od 17 czerwca 2000 mieści się oficjalnie Cmentarz Ofiar Totalitaryzmu w Charkowie. Figuruje na Liście Starobielskiej NKWD, pod poz. 330.

## Upamiętnienie
- 5 października 2007 minister obrony narodowej Aleksander Szczygło mianował go pośmiertnie na stopień podpułkownika[9][10][11]. Awans został ogłoszony 9 listopada 2007 w Warszawie, w trakcie uroczystości „Katyń Pamiętamy – Uczcijmy Pamięć Bohaterów”[12][13][14].

## Ordery i odznaczenia
- Krzyż Srebrny Orderu Wojskowego Virtuti Militari nr 7264[15]
- Krzyż Niepodległości – 9 listopada 1932 „za pracę w dziele odzyskania niepodległości”[16]
- Krzyż Walecznych trzykrotnie[17]
- Medal Pamiątkowy za Wojnę 1918–1921[17]
- Medal Dziesięciolecia Odzyskanej Niepodległości[17]